# Гильен, Франческа
Франческа Моника Труэба Гильен (исп. Francesca Monica Trueba Guillen) (14 июня 1977, Мехико, Мексика) — известная мексиканская актриса театра и кино. Рост — 147 см.

## Биография
Родилась 14 июня 1977 года в Мехико. В возрасте 3-х лет начала показывать свои таланты, в связи с этим родители решили — её дочь станет актрисой, и не ошиблись в выборе. В возрасте 5 лет она дебютирует в мексиканском театре, всего сыграла в 22 спектаклях. В мексиканском кинематографе дебютировала намного позже — в 1989 году в культовом телесериале Моя вторая мама, где она сыграла роль Луиситы. Позже после продажи указанного телесериала во многие страны мира, зарубежные зрители назвали её самой лучшей юной актрисой телесериала. Всего сыграла в 21 работе в кино и телесериалах. На сегодняшний момент актриса имеет широкий послужной список как: актриса кино и телесериалов, театральная актриса, телеведущая, танцовщица.

## Фильмография
1
Goes and Runs (2014)
... La Muerte; короткометражка
2
Mosquita muerta (2007)
... Isabel
3
La tercer orden (2007)
... Anajella; короткометражка
4
Тростник. Представление (2007)
Cañitas. Presencia ... Norma Trejo
5
За гранью страха (2007)
Borderland ... Lupe
6
Santos peregrinos (2004)
... Matilda
7
Ставка на любовь (сериал, 2004 – 2005)
Apuesta por un amor ... Matilde Cruz
8
Мятежники (сериал, 2004 – 2006)
Rebelde ... Ana
9
Coyote 13 (2003)
... Girl; короткометражка
10
Класс 406 (сериал, 2002 – 2003)
Clase 406 ... Paloma
11
Попробуй забыть меня (сериал, 2001)
Atrévete a olvidarme ... Lucina
12
La segunda noche (2001)
... Lulú
13
Такова жизнь (2000)
Así es la vida... ... Raquel
14
Безумие любви (сериал, 2000)
Locura de amor ... Lucinda Balboa
15
Al borde (1998)
... Aura
16
Камила (сериал, 1998 – 1999)
Camila ... Cecilia
17
Без тебя (сериал, 1997)
Sin ti ... Sandra
18
Reencuentros (1997)
... Teresa
19
Розовые шнурки (сериал, 1994 – 1996)
Agujetas de color de rosa ... Débora
20
Моя вторая мама (сериал, 1989)
Mi segunda madre ... Luisita
21
Женщина, случаи из реальной жизни (сериал, 1985 – ...)
Mujer, casos de la vida real

## Театральные работы

### Драматический театр
- 1982 — Игра пения
- 1989 — Открытие
- 1992 — Руины Бернардо Альбы
- 2001 — На улице
- 2009 — Шип и цветок
- 2011 — Удовольствие от нашего языка
- 2013 — 
  - Ванная комната для женщины
  - Время
  - Светские игры
- 2014 — 
  - Неверные
  - Ящик секретов
- 2015 — Кукольный дом

#### Драматический театр в рамках гастрольных туров в Мексике и за её пределами
- 1992 — Пьеро
- 2009 — Гамлет (Польша)
- 2010 — Тиран

### Танцевальный театр
- 2003 — Пустота звёзд

## Интересные факты
- В некоторых телесериалах в титрах её имя стояло как Моника Труэба, которое является частичкой её имени — её полное имя Франческа Моника Труэба Гильен.

## Документальное кино
- 1993 —  Мексика, спустя 25 лет